# Smithiantha multiflora
Smithiantha multiflora är en tvåhjärtbladig växtart som först beskrevs av Martens och Henri Guillaume Galeotti, och fick sitt nu gällande namn av Karl Fritsch. Smithiantha multiflora ingår i släktet Smithiantha och familjen Gesneriaceae. Inga underarter finns listade i Catalogue of Life.